# Émile Bodart
Émile Bodart (* 8. Mai 1942 in Roux (Provinz Hennegau)) ist ein ehemaliger belgischer Radrennfahrer.

## Sportliche Laufbahn
Bodart war im Straßenradsport aktiv. 1964 wurde er Unabhängiger und 1966 Berufsfahrer. Er blieb bis 1974 als Radprofi aktiv. 1965 gewann er eine Etappe im Circuit des Mines, 1981 das Eintagesrennen Renaix–Tournai–Renaix. Sein bedeutendster Erfolg war der Sieg bei Bordeaux–Paris 1979 vor Raymond Delisle. 1969 kam er in diesem Rennen auf den 5. Rang. 1967 kam er in der belgischen Straßenmeisterschaft auf den dritten Platz. Bodart gewann eine Reihe von Kriterien und Rundstreckenrennen. Seinen letzten Sieg als Profi holte er 1974 bei einem Rennen in Tienen.
Zweite Plätze gewann Bodart im Grand Prix de Hannut 1967, im Circuit du Port de Dunkerque 1968, im Grand Prix de Denain 1970 und im Grand Prix de Nice 1972. 1973 schied er in der Tour de France aus.